# Neotsitrella
Neotsitrella is een geslacht van uitgestorven kreeftachtigen uit de klasse van de Ostracoda (mosselkreeftjes).

## Soort
- Neotsitrella longata (Sarv, 1959) Sarv, 1963 †